# Catarina Woodville
Catarina Woodville (em inglês:Catherine; Grafton Regis, c. 1458 — 18 de maio de 1497 ou antes de 1513)
 foi uma nobre inglesa. Ela foi duquesa de Buckingham pelo seu primeiro casamento com Henrique Stafford, 2.° Duque de Buckingham, e duquesa de Bedford e condessa de Premboke pelo seu segundo casamento com Jasper Tudor, tio de Henrique VII de Inglaterra. Era irmã da rainha Isabel Woodville, esposa de Eduardo IV de Inglaterra

## Família
Catarina foi uma das filhas de Ricardo Woodville, 1.° Conde Rivers e de Jacquetta de Luxemburgo. Ela era irmã de Isabel Woodville, rainha da Inglaterra pelo seu casamento com Eduardo IV de Inglaterra, e mãe da rainha Isabel de Iorque, esposa de Henrique VIII de Inglaterra, sobrinho-neto de Jasper Tudor.
Os seus avós paternos eram Ricardo Woodville, camareiro de João Lencastre, Duque de Bedford (o primeiro marido de Jacquetta de Luxemburgo), e Xerife de Northamptonshire e Joana Bedlisgate.
Os seus avós maternos eram o conde Pedro I de Luxemburgo e Margarida de Baux.

## Biografia
Com o casamento de sua irmã com o rei, muitos membros da sua família foram promovidos em nobreza.
Os registros da irmã de Catarina indicam que ela foi criada no agregado familiar da rainha.

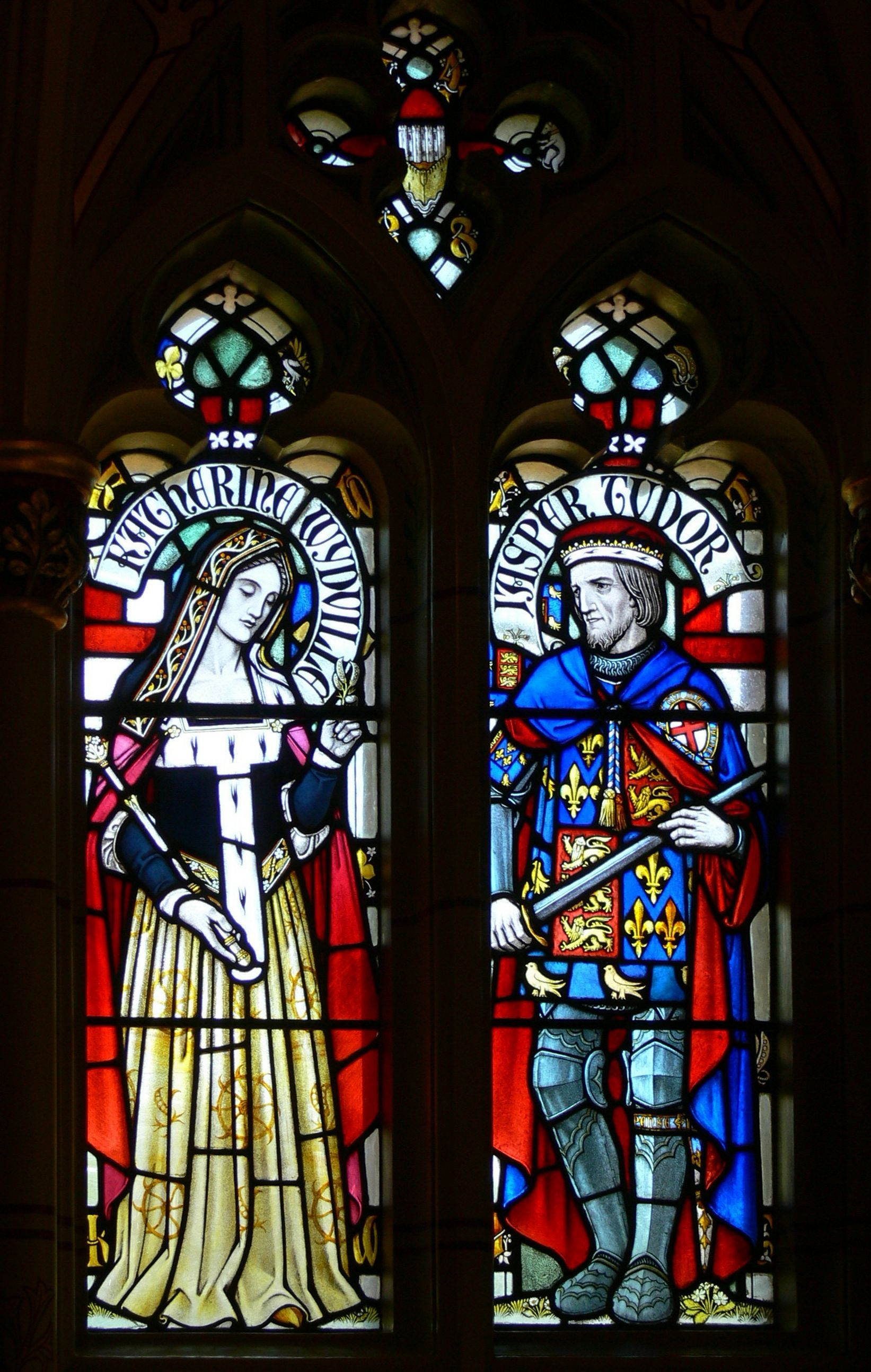
Vitrais no estilo neogótico representando Catarina e Jasper, localizados no Castelo de Cardiff, por Wolfgang Sauber.

Ela casou-se com Henrique Stafford, 2.° Duque de Buckingham, em cerca de fevereiro de 1466, ou antes da coroação de sua irmã, em maio de 1465. Ele era filho do conde Humberto de Stafford e de Margarida Beaufort. De acordo com uma descrição da época da coroação de Isabel Woodville, Catarina e Henrique tiveram de ser carregados nos ombros de escudeiros, devido à pouca idade de ambos. 
Segundo o monge italiano Dominic Mancini, Henrique ressentia o seu casamento com uma mulher de nascimento inferior. Apesar disso, o casal teve cinco filhos. 
Stafford eventualmente virou-se contra o novo rei Ricardo III de Inglaterra, tio de Eduardo V, que havia prendido ele e o seu irmão, Ricardo de Shrewsbury, Duque de Iorque, o que culminou na Rebelião de Buckingham. O próprio Buckingham, inclusive, é tido como um possível suspeito no desaparecimento e morte dos príncipes.
Por conta de sua derrota, o duque foi executado por traição em 2 de novembro de 1483. 
Após a derrota de Ricardo III na Batalha de Bosworth Field nas mãos de Henrique Tudor, o futuro Henrique VIII de Inglaterra, Catarina casou-se com o tio dele, Jasper, o Duque de Bedford, por volta de novembro de 1485. Eles não tiveram filhos juntos, e o duque faleceu em 21 de dezembro de 1495.
Após a sua segunda viuvez, ela casou, por último, com o cavalheiro Sir Ricardo Wingfield, um cortesão de Henrique VII. Em 1520, ele serviu de embaixador na corte do rei Francisco I de França.
Catarina morreu em 18 de maio de 1497, com aproximadamente 39 anos.

## Filhos
- Eduardo Stafford, 3.º Duque de Buckingham (3 de fevereiro de 1478 — 17 de maio de 1521), foi casado com Leonor Percy, com quem teve quatro filhos. Igual ao pai, foi acusado de traição e executado no reino de Henrique VIII;
- Henrique Stafford, 1.° Conde de Wiltshire (c. 1479 — 6 de março de 1523), foi um dos cortesãos favoritos do rei Henrique VII; um membro da Ordem da Jarreteira, em 1506, esteve presente num encontro entre o rei e Filipe I de Castela. Ele foi casado com Cecília Bonville, 7.ª Baronesa Harington, viúva de Tomás Grey, 1.° Marquês de Dorset, filho de Isabel Woodville e de seu primeiro marido, João Grey. Não teve descendência;
- Isabel Stafford, Condessa de Sussex (1479 — 11 de maio de 1532), esposa de Roberto Radcliffe, 1.° Conde de Sussex, com quem teve filhos;
- Humberto (nascido c. 1480), morreu jovem;
- Ana Hastings, condessa de Huntingdon (c. 1483 — 1544), foi casada duas vezes, com descendência. O suposto envolvimento de Ana com Sir William Compton tornou-se conhecimento público, tendo ele sido flagrado no quarto de Ana pelo seu irmão, Eduardo.